# Роб Рензенбринк
Питър Роберт „Роб“ Рензенбринк (на нидерландски: Pieter Robert "Rob" Rensenbrink), в България по-популярен под името Роби Рензенбринк е нидерландски футболист, нападател. Въпреки че по-голямата част от състезателната му кариера преминава в съседна Белгия, Рензенбринк е един от най-ярките представители на тоталния футбол наложен от холандския национален отбор в началото на 70-те години.

## Състезателна кариера
Роби Рензенбринк започва кариерата си в аматьорския клуб „ДВС“ от Амстердам. През 1969 г. преминава в белгийския Брюж. Между 1971 и 1980 г. носи екипа на Андерлехт с който постига най-големите си успехи на клубно ниво като на два пъти печели Купата на носителите на купи през 1976 г. и 1978 г. заедно със своя сънародник Ари Хаан. И в двата финала Рензенбринк отбелязва по 2 гола за победите с 4:2 над Уест Хам и 4:0 над Аустрия Виена. Роби играе и трети финал от същия турнир, загубен от Хамбургер през 1977 г. През 1980 г. напуска Андерлехт и продължава кариерата си зад океана като подписва с Портланд Тимбърс. През 1981 година. след кратък престой с Тулуза в Лига 2 на Франция слага край на активната си състезателна дейност.

## Национален отбор
Рензенбринк прави своя дебют за националния отбор на Холандия през 1968 г. срещу Шотландия, но в началото попада сравнително рядко сред титулярите поради силната конкуренция в лицата на Йохан Кройф и Пит Кайзер. Въпреки това Ринус Микелс го включва в отбора за Световното първенство в Германия 1974. През 70-те години „лалетата“ практикуват тоталния футбол и буквално мачкат съперниците си, а гръбнакът на отбора е съставен предимно от футболисти на Аякс и Фейенорд, а братята Рене и Вили ван де Керкхоф от ПСВ Айндховен. Така Роби Рензенбринк е единственият „легионер“ в състава на „лалетата“ за световния шампионат.
| Финал Св. П.-1974 Германия 2:1 Нидерландия 0 |
| -------------------------------------------- |

 Неговата титулярна позиция е ляво крило, но като такъв играе и звездата и капитан на отбора Йохан Кройф, а Рензенбринк е преквалифициран като ляв вътрешен халф и играе във всичките срещи като пропуска само мача срещу Швеция от груповата фаза на турнира. В полуфинала срещу Бразилия получава контузия и Ринус Микелс го вади за да го съхрани за финала срещу Германия. В него още невъзстановен е сменен на почивката от Рене ван де Керкхоф, а Холандия повежда с ранен гол от дузпа на Йохан Неескенс, но с голове на Паул Брайтнер и Герд Мюлер Западна Германия печели титлата.
Рензенбринк е бронзов медалист от Европейско първенство през 1976 г. на което Холандия отпада на полуфинала от бъдещия носител на трофея отбора на Чехословакия, а в борбата за третото място побеждава отбора на домакина Югославия след продължения.
На Световното първенство в Аржентина 1978 Холандия под ръководството на Ернст Хапел отново достига до финала. Йохан Кройф вече се е отказал от националния отбор и това дава възможност на Роби Рензенбринк отново да заиграе на титулярната си позиция на левия фланг, а партньорите му в нападение са Джони Реп и Рене ван де Керкхоф.
| Финал Св. П.-1978 Аржентина 3:1 Нидерландия 0 |
| --------------------------------------------- |

Още в първия мач срещу Иран вкара хеттрик, а голът му срещу Шотландия е № 1000 в историята на световните финали. Холандецът отбелязва и пети гол за победата с 5:1 над Австрия. На финала „лалетата“ за пореден път се изправят в спор за трофея срещу домакините. В бурен мач Аржентина повежда през първото полувреме след гол на Марио Кемпес, през второто полувреме Дик Нанинга изравнява за холандците. 30 секунди преди края на редовното време капитана Рууд Крол подава дълъг пас към Рензенбринк но ударът му е от много малък ъгъл и е изчистен. Така Роби Рензенбринк пропуска шанса да стане голмайстор на шампионата и да направи отбора си световен шампион. В продълженията Аржентина вкара два гола, като точни за „гаучосите“ са отново Кемпес и Даниел Бертони. Аржентина ликува със световната титла, докато Холандия отново трябва да се примири с второто място.
Рензенбринк участва и в квалификациите за Евро 80, но след като изиграва своя 46 мач през 1979 г. (победа с 2:0 над Полша), той се оттегля от националния отбор на 32-годишна възраст.
През 1976 г. е подгласник на Франц Бекенбауер в борбата за Златна топка на Франс Футбол, а през 1978 г. е трети след Кевин Кийгън и Ханс Кранкъл. Посочен е от Пеле като един от 125-те най-велики живи футболисти в света.

## Успехи
Андерлехт
- Жюпилер лийг (2): 1972, 1974
- Купа на Белгия (5): 1970, 1972, 1973, 1975, 1976
- Купа на носителите на купи (2): 1976, 1978
- Суперкупа на УЕФА (2): 1976, 1978

 Холандия
- Световен вицешампион (2): Германия 1974 и Аржентина 1978
- Бронзов медалист – Евро 76

Индивидуални
- ФИФА 100
- Златна топка на Франс Футбол
  - Първи подгласник – 1976
    - Втори подгласник – 1978